# عبد العزيز حسين
عبد العزيز ملا حسين عبد الله التركيت، وهو من مواليد 26 نوفمبر 1920 في الشرق في مدينة الكويت ، وتوفي في 9 يونيو 1996 ، أديب كويتي، كان سفيرًا للكويت لدى مصر ، كان مستشارًا للشيخ جابر الأحمد الجابر الصباح منذ عام 1985 وحتى وفاته ، كما كان صديقًا لأحمد العدواني. ، ووجد في مكتبة والده كتاب الموطأ للإمام مالك رواية يحيى ابن يحيى الليثي، وقد كتب هذا الكتاب الشيخ مسيعيد بن احمد البريكي العازمي في فيلكا ، وقد تمت كتابة الكتاب في عام 1682. ، وكان الأديب عبدالعزيز يريد نشر العلم بين جميع أبناء الدول العربية، وقد  طُلب لمساعدة إمارات ساحل عمان (الإمارات وعمان واليمن).

## نسبه
يرجع نسب عبد العزيز ملا حسين عبد الله التركيت إلى عائلة التركيت، وهي عائلة عربية هاجرت من الحجاز من وادي (مر الظهران) الذي أصبح إسمه (وادي فاطمة) الواقع في محافظة الجموم شمال مكة المكرمة في هجرة تضمنت الأشراف والعوائل القرشية إلى المدينة المنورة وهناك لقّب جد العائلة الأكبر الشيخ خضر بـ المدني.
يرجع نسب عائلة التركيت إلى بني مخزوم من قبيلة (قريش) المضرية العدنانية.
و الجد الجامع لفروع العائلة هو الشيخ أحمد بن محمد بن الشيخ الخضر المدني المخزومي الذي يعود بالنسب للتابعي الجليل سعيد بن المسيب المخزومي القرشي.

## دراسته
درس في المدرسة المباركية في عام 1927 ، وفي عام 1937 أنهى دراسته في المدرسة الأحمدية  ، وأرسل في أول بعثة كويتية إلى مصر للدراسة في عام 1939 هو مع أحمد العدواني ويوسف عبد اللطيف العمر، ويوسف المشاري البدر، وحصل على الشهادة العالمية من كلية اللغة العربية في جامعة الأزهر في عام 1943 ، ثم شهادة تخصص التدريس من كلية التربية في الجامعة نفسها في عام 1945، ودبلوم المعهد العالي للمعلمين التابع لجامعة القاهرة في نفس العام، أرسل لدراسة التربية وعلم النفس في جامعة لندن في عام 1950 ، وقد كانت فترة دراسته سنة واحد، ولكنها مددت إلى سنتين، وقد حصل على شهادتي دبلوم من جامعة لندن، الأولى كانت في التربية المقارنة والثانية كانت دبلوم في الزمالة وهو دبلوم خاص يقدم صاحبه رسالة في موضوع معين ليُعَدَّ زميلا في الجامعة.

## عمله
تم تعيينه رئيسًا لبيت الكويت في القاهرة، الذي افتتحه جمال عبد الناصر عام 1954، وكان يختص بمتابعة الكويتيين الذين يدرسون في القاهرة ، ثم تحول إلى سفارة دولة الكويت. وقد أشرف عبد العزيز على صقل مهارات عدد كبير من الطلبة، منهم حمد عيسى الرجيب الذي عين مساعدًا له في بيت الكويت في القاهرة، وبعدها رئيسا له ، بعدها عُيِّن مدير للقسم الفني في دائرة المعارف (وزارة التربية حاليا) في الخمسينات من القرن العشرين ، وقد كان في يدرس في لندن في عام 1952، وطلب منه مجلس المعارف بأن يأتي لكي يصبحَ مديرًا للمجلس، وقد ترأس المجلس حتى عام 1961 ، وعندما كان مديرًا للقسم الفني في دائرة المعارف، أقنع المسؤولين بأن يتم تعليم المرأة.
في عام 1961 كُلِفَ من قبل الدولة بأن يقوم بالدفاع عن قضية الكويت، وحقها في الانتساب إلى هيئة الأمم المتحدة، وذلك بعد المشاكل التي حدثت من قبل عبد الكريم قاسم، وبعدها توجه من نيويورك إلى القاهرة لكي يطلب انضمام الكويت إلى جامعة الدول العربية ، وقد استفاد من علاقاته مع العديد من الأشخاص في القاهرة من أساتذة وأصدقاء لدعم قضية الكويت.
وقد عُيّنَ سفيرًا للكويت لدى الجمهورية العربية المتحدة بتاريخ 2 ديسمبر 1961 من قبل الشيخ عبد الله السالم الصباح، وقدّم أوراق اعتماده إلى جمال عبد الناصر في 20 ديسمبر من نفس العام، وظل سفيرًا حتى 1 يناير 1963، حيث تم استدعاؤه للكويت لكي يشارك في ثاني وزارة في الكويت، حيث عُيِّن وزيرًا لشؤون مجلس الوزراء من 28 يناير 1963 حتى عام 1965، وبعدها عاد إلى نفس الوزارة في الفترة من 1971 - 1985، وقد عمل كوزير للدولة لشؤون مجلس الوزراء في الحكومة الثانية التي كانت برئاسة الشيخ صباح السالم الصباح ، في 6 ديسمبر 1964 تم تعيينه كوزير للدولة لشؤون مجلس الوزراء في الحكومة الثالثة التي كانت برئاسة الشيخ صباح السالم الصباح ، وفي 2 فبراير 1971 تم تعيينه وزيرًا للدولة لشؤون مجلس الوزراء في الحكومة السابعة التي كانت برئاسة الشيخ جابر الأحمد الصباح ، وفي 9 فبراير 1975 تم تعييه وزيرًا للدولة لشؤون مجلس الوزراء في الحكومة الثامنة التي كانت برئاسة الشيخ جابر الأحمد الصباح ، وفي 6 سبتمبر 1976 تم تعيينه وزيرًا للدولة لشؤون مجلس الوزراء في الحكومة التاسعة التي كانت برئاسة الشيخ جابر الأحمد الصباح ، وفي 16 فبراير 1978 تم تعيينه وزيرًا للدولة لشؤون مجلس الوزراء في الحكومة العاشرة التي كانت برئاسة الشيخ سعد العبد الله السالم الصباح ، وفي 4 مارس 1981 تم تعيينه وزيرًا للدولة لشؤون مجلس الوزراء في الحكومة الحادية عشر التي كانت برئاسة الشيخ سعد العبد الله السالم الصباح.

## إنجازاته
قام بإنشاء مجلة البعثة في عام 1946 في القاهرة، وقد رأس تحريرها، وقد كانت المجلة تتكلم عن أحوال الطلبة الكويتيون في القاهرة. عملت المجلة في ذلك الوقت على إفراد صفحات للكاتبات مثل غنيمة المرزوق، بدرية الغانم، وبثينة محمد جعفر بأسمائهن الصريحة.
قام بإنشاء المرسم الحر بعد أن تبنى فكرة وجود كيان فني يهدف إلى تعليم الفن وترسيخ مبادئ فن النحت والخزف والتصوير ، وقد كان يهدف من وراء إنشاء المرسم الحر إلى أن يصبح ملتقى للفنانين وأن يكون بعد فترة كلية للفنون.
في عام 1973 قام بإنشاء أول مؤسسة ثقافية في الكويت، وهو المجلس الوطني للثقافة والفنون والآداب، الذي ظلَّ يرأسه حتى عام 1985 ، وقد ساهم المجلس في نشر الثقافة عن طريق المؤسسات والدولة.
ارتبط اسمه بتأسيس عدد من الصروح الثقافية، مثل جامعة الكويت، ومعهد الكويت للأبحاث العلمية، والهيئة العامة للجنوب والخليج العربي، وكلية العلوم والتكنولوجيا بالقدس، والمنظمة العربية للتربية والثقافة والعلوم، والخطة الشاملة للثقافة العربية ومشروع مكتبة الإسكندرية العالمية، ومعهد تاريخ العلوم العربية الإسلامية في جامعة فرانكفورت، ومعهد العالم العربي في باريس.
ساعد صالح العجيري على طبع تقويم له لعام 1951 في عام 1949 في بيت الكويت في القاهرة.

## تكريمه
تم تكريمه في اليوبيل الذهبي للإعلام في الكويت في عام 2003.
في يوم 18 فبراير 2009 أعلنت رابطة الأدباء الكويتيين عن اتفاقها المبدئي مع وزارة المواصلات على إصدار طوابع بريدية تذكارية، تخليدًا لذكرى رواد الحركة الثقافية وكان هو من ضمن الأسماء المطروحة.

### أماكن سُميَّت باسمه
- مركز عبد العزيز حسين الثقافي
- مكتبة عبد العزيز حسين (افتتحت في 18 يناير 2002 [30]).[31]
- مدرسة عبد العزيز حسين المتوسطة للبنين

## أقواله
- «أنا نشأت في بيت مثقفين، بيت دين، بيت أدب، بيت فيه مكتبة، وفي ذلك الوقت كانت المكتبات العامرة نادرة في الكويت. وكنت دائما أشعر بتحريض نفسي على مزيد من المعرفة والاطلاع والاتصال بالمثقفين والمتعلمين وهذا هو الذي دفعني لأن أحاول أن أنال قسطا معقولا من التعليم».[3]
- «إننا نعمل على أن نقطع في نهضتنا هذه خلال ربع قرن ما قطعه غيرنا في عشرة قرون».[1]

## كتبه
- محاضرات عن المجتمع العربي بالكويت، الطبعة الأولى 1960 [32]، الطبعة الثانية 1994.[33]

## كتب عنه
- عبد العزيز حسين وحلم التنوير العربي، سعاد الصباح.[3]